# Baron Howden

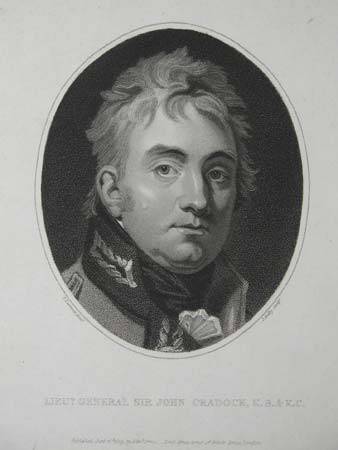
John Caradoc, 1. Baron Howden

Baron Howden war ein erblicher britischer Adelstitel, der je einmal in der Peerage of Ireland und der Peerage of the United Kingdom verliehen wurde.

## Verleihungen und Erlöschen
Erstmals wurde am 19. Oktober 1819 in der Peerage of Ireland der Titel Baron Howden, of Grimston and of Spaldington and of Cradockstown in the County of Kildare an den britischen General und Politiker Sir John Cradock verliehen, der 1811 bis 1814 Gouverneur der Kapkolonie war. Am 10. September 1831 wurde ihm zudem in der Peerage of the United Kingdom der Titel Baron Howden, of Howden and Grimston in the County of York, verliehen. Er änderte am 19. Dezember 1831 mit königlicher Lizenz die Schreibweise seines Familiennamens von „Cradock“ zu „Caradoc“.
Beide Titel erloschen beim kinderlosen Tod seines Sohnes, des 2. Barons, am 9. Oktober 1873.

## Liste der Barone Howden (1819/1831)
- John Francis Caradoc, 1. Baron Howden (1759–1839)
- John Hobart Caradoc, 2. Baron Howden (1799–1873)